# Черевички (опера)
«Черевички» — комико-фантастическая опера Петра Ильича Чайковского в 4 действиях и 8 картинах, основанная на украинском национальном колорите, востребованном при императорском дворе Романовых. Черевички в переводе с украинского — туфельки, башмачки, ботиночки.
Опера на либретто Якова Полонского по повести Николая Гоголя «Ночь перед Рождеством» была посвящена памяти великой княгини Елены Павловны, жены великого князя Михаила Павловича, известной как благотворительница и меценатка.
В первой редакции 1874 года опера называлась «Кузнец Вакула» и разворачивалась в 3 действиях. Опера 18 раз исполнялась в Москве, однако в 1885 г. автор создал новую редакцию, несколько упростив некоторые элементы музыкальной ткани, а также добавив арию Вакулы «Слышит ли девица», песенку Школьного учителя и куплеты Светлейшего.
Во второй, окончательной редакции, в которой опера получила современное название, она была впервые поставлена в Большом театре 19 января 1887 года под управлением автора.
Чайковский использовал пёструю палитру жанров украинской народной музыки, от танцевальных (например, гопак в сцене Беса и Солохи) до эпических (например, дума в основе арии Вакулы «Слышит ли девица сердце твое…»).

## Действующие лица
- Вакула, кузнец — тенор
- Солоха, мать Вакулы, ведьма — меццо-сопрано
- Бес из пекла, фантастическое лицо — баритон
- Чуб, пожилой казак — бас
- Оксана, дочь Чуба — сопрано
- Панас — тенор
- Пан Голова — бас
- Школьный учитель из бурсаков — тенор
- Светлейший — бас-баритон (баритон)
- Церемониймейстер — бас
- Дежурный — тенор
- Старый запорожец — бас

## Сюжет
Действие оперы разворачивается в Диканьке и Петербурге конца XVIII века.

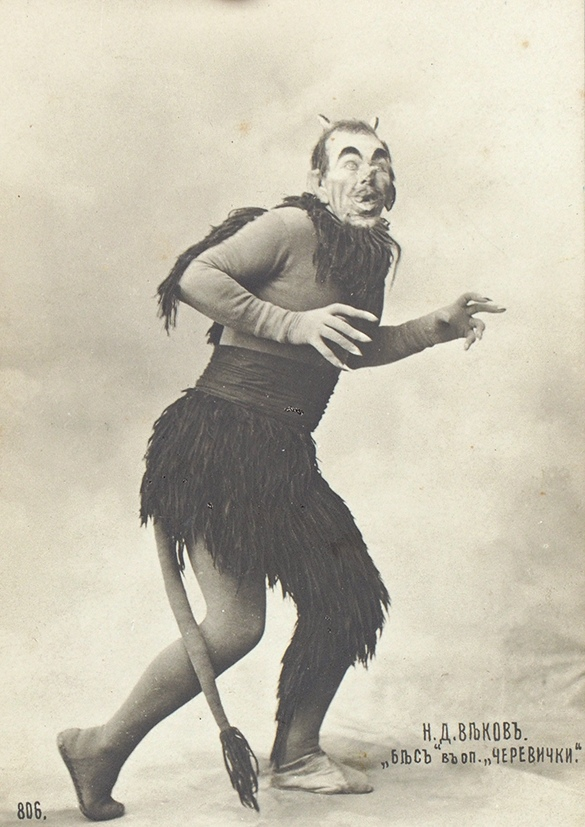
Н. Д. Веков в роли Беса в опере «Черевички»

#### I действие
1-я картина
Зимняя Диканька в лунную ночь. Солоха охотно принимает ухаживания Беса, с которым они договариваются полетать на помеле. Бес жаждет отомстить Вакуле, сыну Солохи, за то, что тот его нарисовал так, что над ним «иногда черти хохочут сдуру». Вот он и решил нагнать бурю и тем самым задержать в доме Чуба, отца Оксаны, девушки, к которой Вакула неравнодушен, чтобы молодые не могли побыть наедине. Он мчится за Солохой, которая оседлала помело, и похищает месяц с неба. Однако никакая мгла не может остановить Чуба и его кума Панаса, задумавших посетить Дьяка и попробовать его знатной варенухи.
2-я картина
Оксана любуется своим отражением в зеркальце. На все горячие признания пришедшего Вакулы капризная красавица отвечает насмешками. Вакула по недоразумению выпроваживает Чуба, сбившегося с дороги, из собственного дома, после чего Оксана и его гонит прочь, хотя ей и жаль его.

#### II действие
1-я картина
В доме Солохи возле неё любезничает Бес, они танцуют гопака под музыку бесенят, которые вылезли из щелей в виде сверчков, паучков  и тараканов. Пляска прерывается стуком в дверь. Входит Голова, и Бес вынужден укрыться в мешке для угля. Позже та же ситуация повторяется со Школьным учителем и Чубом. Последним входит Вакула. Не замечая избыточного веса мешков со случайными гостями, он взваливает их на плечи и несёт в кузницу.
2-я картина
Колядование молодежи в рождественскую ночь. Оксана при всех сообщает Вакуле, что пойдёт за него замуж лишь в том случае, если он подарит ей черевички, которые носит сама Императрица. Вакула не в силах больше терпеть укоры любимой и решает утопиться. Он несет с собой маленький мешок, в котором притаился Бес. Парни открывают мешки, которые остались, и с удивлением и смехом обнаруживают в них Голову, Чуба и Школьного учителя.

#### III действие
1-я картина
Глухое место у реки. Русалки подо льдом жалуются на холод. Вакула в тяжёлых размышлениях. Неожиданно из принесённого им мешка выскакивает Бес и требует, чтобы парень отдал ему душу за Оксану. Но Вакула, изловчившись, оседлал Беса и потребовал везти его в Петербург к царице за черевичками.
2-я картина
Приёмная во дворце. Вакула присоединяется к запорожцам, которые в тот же день предстают перед царицей.
3-я картина
В дворцовой зале звучит торжественный полонез. Светлейший сообщает о победе русских войск. Вакула, пользуясь случаем, выпрашивает себе царицыны черевички. После танцев, в том числе гопака, гости удаляются смотреть придворную комедию. Вакула же верхом на Бесе отправляется домой.

#### IV действие
Утренний Благовест Рождества. Солоха с Оксаной оплакивают пропавшего Вакулу. Неожиданно появляется Вакула и, поддерживаемый молодежью, просит у Чуба руки дочери — и на этот раз получает согласие. Оксана готова уже принять его и без привезённых им черевичек. Все славят жениха и невесту.

## Известные аудиозаписи
- 1948 — дирижёр Александр Мелик-Пашаев, Хор и оркестр Большого театра СССР.

Исполнители: Вакула — Георгий Нэлепп, Солоха — Елизавета Антонова, Чёрт — Алексей Иванов, Чуб — Максим Михайлов, Оксана — Елена Кругликова, Голова — Сергей Красовский, Панас — Фёдор Годовкин, Школьный учитель — Александр Перегудов, Светлейший — Андрей Иванов, Екатерина II — Ольга Инсарова, церемониймейстер — Иван Ионов, караульный — Вениамин Шевцов, старый запорожец — Иван Сипаев, леший — Михаил Сказин.
- 1973 — дирижёр Владимир Федосеев, Большой хор и Большой симфонический оркестр ВР и ЦТ.

Исполнители: Вакула — Константин Лисовский, Солоха — Людмила Симонова, Бес — Олег Клёнов, Чуб — Алексей Кривченя, Оксана — Нина Фомина, Пан Голова — Геннадий Троицкий, Панас — Иван Картавенко, Школьный учитель — Владимир Махов, Светлейший — Александр Поляков, Церемониймейстер — Виктор Селиванов, Дежурный — Валерий Рыбин, Старый запорожец — Вячеслав Годунов, Леший — Иван Будрин.